# Antiopha albolinea
Antiopha albolinea är en fjärilsart som beskrevs av William Schaus 1906. Antiopha albolinea ingår i släktet Antiopha och familjen tandspinnare. Inga underarter finns listade i Catalogue of Life.